# Konferencja genewska (1973)
Konferencja genewska – konferencja międzynarodowa zorganizowana w grudniu 1973 roku jako próba wynegocjowania rozwiązania konfliktu arabsko-izraelskiego.
Konferencja została zwołana na podstawie Rezolucji Rady Bezpieczeństwa Organizacji Narodów Zjednoczonych nr 338, która wzywała do zawieszenia broni i zakończenia wojny Jom Kipur. W wyniku starań amerykańskiego sekretarza stanu Henry’ego Kissingera, będących później określanymi jako część „dyplomacji wahadłowej”, konferencja została otwarta 21 grudnia 1973 roku pod auspicjami Sekretarza Generalnego ONZ, z udziałem Stanów Zjednoczonych i ZSRR jako współprzewodniczących. Obecni byli także ministrowie spraw zagranicznych Egiptu, Jordanii i Izraela. Miejsce Syrii pozostało puste, choć ten kraj wskazywał na możliwe dołączenie do rozmów w późniejszym czasie.
Pomimo że w Genewie nie osiągnięto porozumienia, starania nie poszły na marne. Po wyborach w Izraelu, 18 stycznia 1974 roku zostało podpisane porozumienie o wycofaniu wojsk pomiędzy Izraelem i Egiptem, natomiast 31 maja podpisano podobny dokument pomiędzy Izraelem i Syrią.
Mimo że próby do wznowienia konferencji w następnych latach zakończyły się niepowodzeniem, przejściowe porozumienie w sprawie półwyspu Synaj pomiędzy Izraelem i Egiptem zostało formalnie podpisane w Genewie 4 września 1975 r. jako część procesu konferencji. W treści porozumienia zaznaczono, że „konflikt pomiędzy tymi dwoma państwami nie powinien być rozwiązany w sposób militarny, a za pomocą pokojowych środków”.

## Cele Egiptu
Od czasu wyboru Anwara as-Sadata na stanowisko prezydenta, Egipt coraz bardziej odłączał się od arabskiego nacjonalizmu i radykalnych reżimów w regionie. Stanowisko Egiptu zniechęcało do udziału te państwa w konferencji. Głównym celem Egipcjan było odzyskanie terytoriów które utracili podczas wojny sześciodniowej za rządów prezydenta Gamala Abdel Nasera.

## Problem reprezentacji Palestyny
Egipcjanie, Amerykanie, Jordańczycy i Sowieci liczyli że poprzez konferencję uda się zawrzeć porozumienie w sprawie problemu palestyńskiego oraz konkretnej reprezentacji interesów Palestyny na arenie międzynarodowej. Faworytem Egiptu do uczestnictwa w rozmowach w trakcie konferencji w Genewie była Organizacja Wyzwolenia Palestyny (OWP). Syryjczycy poszli o krok dalej i zagrozili, że jeżeli OWP będzie obecna na konferencji, Syria także zrezygnuje z udziału. Izrael i USA sprzeciwiały się formalnemu uznaniu OWP na konferencji, gdyż OWP nie uznawała Izraela. Z tego też powodu ostatecznie żaden przedstawiciel Syrii nie był obecny na konferencji w Genewie.

## Stosunki Stanów Zjednoczonych i ZSRR
W trakcie tej konferencji USA po raz ostatni uznały Związek Radziecki za równego partnera w staraniach na rzecz pokoju na Bliskim Wschodzie. W późniejszym czasie ten okres został uznany za punkt zwrotny w stosunkach międzynarodowych Egiptu - wieloletni sojusznik ZSRR przemieścił się wówczas w amerykańską orbitę, pozwalając Stanom na oddalenie Sowietów od kwestii Bliskiego Wschodu oraz potwierdzenie swojej roli jako jedynego pośrednika w stosunkach pomiędzy Izraelem i pozostałymi państwami arabskimi.